# Teri McMinn

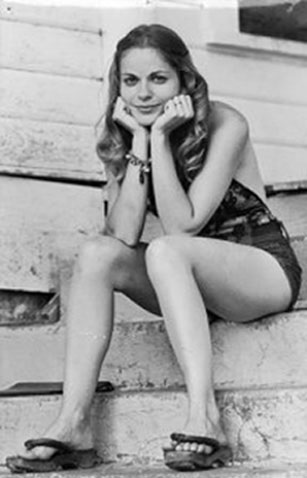
Teri McMinn beim Dreh von Blutgericht in Texas, 1974

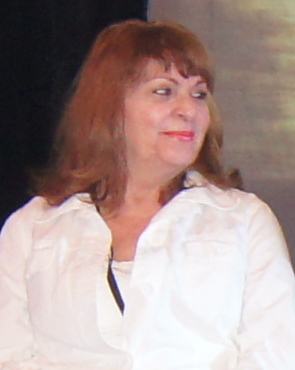
Teri McMinn bei einem Treffen der Blutgericht in Texas-Darsteller, 2012

Teri McMinn (* 18. August 1951 in Houston, Texas) ist eine US-amerikanische Schauspielerin und ehemaliges Model. Bekanntheit erlangte sie durch die Rolle der Pam im 1974 erschienenen Horrorfilm Blutgericht in Texas.

## Leben
Teri McMinn wurde 1951 in Houston geboren. Nach ihrem Schulabschluss besuchte sie das Dallas Theatre Center und studierte anschließend in Austin sowohl an der University of Texas at Austin als auch an der St. Edward’s University.
Durch einen Bericht in einer Lokalzeitung wurde McMinn vom Filmregisseur und Produzenten Tobe Hooper entdeckt, der ihr nach einem Casting die Rolle der Pam im Horrorfilm Blutgericht in Texas (The Texas Chainsaw Massacre) anbot. Bleibende Bekanntheit erlangte hierbei vor allem eine Szene, in der McMinns Figur von Leatherface, dem Antagonisten des Films, an einem Fleischerhaken aufgehängt wird. Blutgericht in Texas gilt als einer der ersten Slasher-Filme und blieb McMinns bekanntester Filmauftritt.
Nach der Premiere des Films spielte Teri McMinn an verschiedenen Theatern in Texas, ehe sie Schauspielunterricht in New York und Los Angeles nahm. Zudem arbeitete sie als Model für Zeitungsanzeigen und Fernsehwerbungen und blieb weiterhin als Theaterschauspielerin tätig.
1991 hatte Teri McMinn einen Gastauftritt als sie selbst im Fernsehfilm The Horror Hall of Fame II. Seit 2009 ist McMinn wieder als Schauspielerin für Horrorfilme tätig. Zudem tritt sie regelmäßig als Stargast auf Horror-Conventions auf. 2013 war Teri McMinn zusammen mit anderen Darstellern von Blutgericht in Texas in Archivaufnahmen in der Fortsetzung Texas Chainsaw 3D zu sehen.

## Filmografie (Auswahl)
- 1974: Blutgericht in Texas (The Texas Chainsaw Massacre)
- 1991: The Horror Hall of Fame II (Fernsehfilm)
- 2000: The American Nightmare (Dokumentarfilm)
- 2009: The Cellar
- 2011: Cousin Sarah
- 2012: Butcher Boys
- 2013: Texas Chainsaw 3D (Archivaufnahmen aus Blutgericht in Texas)
- 2017: Awakening